# 搖晃黨
搖晃黨（日语：ゆる党）是一個由日本關東及東北地方共6個市町村的吉祥物角色所組成的地方政府等形象角色廣域合作協議會（日语：任意の自治体等イメージキャラクター広域連携協議会)，於2014年8月21日成立。

## 概述
搖晃黨於2014年8月21日成立，結黨活動在埼玉縣埼玉市的大宮車站西口活動廣場舉行，黨首為前一年「吉祥物大獎賽」冠軍得主佐野丸。該黨由六名成員組成，自稱「Yuru Six」（日语：ゆるシックス），並透過參加各市舉辦的活動來進行交流，以促進吉祥物界的發展為目標。
由於「各自治體的相關負責人彼此相識，且經常共同參與活動」，因此促成了這項聯盟計畫。自成立以來，該團體已參與超過30場活動。

## 成員
- Ayukoro-chan（日语：あゆコロちゃん)（神奈川縣厚木市）
- 蝦蝦貓(日语：えび〜にゃ)（神奈川縣海老名市）
- 烏帽子麻呂 (日语：えぼし麻呂)（神奈川县茅崎市））
- 佐野丸（日语：さのまる）（栃木縣佐野市）
- 小夢（日语：たかたのゆめちゃん） （岩手縣陆前高田市）
- Fukka Chan（埼玉縣深谷市）